# HMS Warspite (S103)
La HMS Warspite, (Pennant number S103), nona unità della Royal Navy britannica a portare questo nome, è stata uno dei due sottomarini classe Valiant. Costruito nei cantieri Vickers-Armstrongs di Barrow, venne varato il 25 settembre 1965 da Mary Wilson, moglie del Primo ministro del Regno Unito Harold Wilson ed entrò in servizio il 18 aprile 1967.

## Servizio
Durante il periodo di servizio attivo venne sottoposta ad un ciclo di lavori di ammodernamento, durante il quale ebbe luogo la guerra delle Falkland. Tornata in servizio effettuò una lunga crociera di pattuglia al largo delle isole e della costa argentina.
La sua base principale di operazioni fu la HMNB Clyde, presso Faslane, sede del Terzo Squadrone sottomarini (SM3).
L'unità venne ritirata dal servizio attivo nel giugno 1991 e attualmente si trova nella base di Devonport in attesa di una demolizione che permetta lo stoccaggio sicuro dei componenti radioattivi.
Fu comandante del sottomarino John Woodward, in seguito comandante in Capo del gruppo da battaglia britannico durante la guerra delle Falkland e in seguito Comandante del Naval Home Command.